# Nuortap Tjievrajávrre
Nuortap Tjievrajávrre, enligt tidigare ortografi Nuortap Tjeurajaure, är en sjö i Jokkmokks kommun i Lappland och ingår i Luleälvens huvudavrinningsområde. Sjön har en area på 0,227 kvadratkilometer och ligger 894 meter över havet. Nuortap Tjeurajaure ligger i Sarek Natura 2000-område. Sjön avvattnas av ett namnlöst biflöde till Guhkesvákkjåhkå och vidare av Sijddoädno som mynnar i vattenmagasinet Tjaktjajávrre vars utlopp är Blackälven.

## Delavrinningsområde
Nuortap Tjievrajávrre ingår i det delavrinningsområde (749263-158379) som SMHI kallar för Inloppet i Årjep Tjeurajaure. Medelhöjden är 928 meter över havet och ytan är 5,7 kvadratkilometer. Räknas de 8 avrinningsområdena uppströms in blir den ackumulerade arean 59,93 kvadratkilometer. Blackälven som avvattnar avrinningsområdet har biflödesordning 3, vilket innebär att vattnet flödar genom totalt 3 vattendrag innan det når havet efter 354 kilometer. Avrinningsområdet består mestadels av kalfjäll (94 procent). Avrinningsområdet har 0,36 kvadratkilometer vattenytor vilket ger det en sjöprocent på 6,4 procent.